# يوري غافريلوف (لاعب كرة يد)
يوري غافريلوف (بالأوكرانية: Гаврилов Юрій Анатолійович)‏ (27 فبراير 1967 في أوكرانيا - ) هو لاعب كرة يد أوكرانيا. شارك في الألعاب الأولمبية الصيفية 1992.

## وصلات خارجية
- يوري غافريلوف على موقع أوليمبيديا (الإنجليزية)